# آن هنریکسون
 آن هنریکسون (انگلیسی: Ann Henricksson؛ زادهٔ ۳۱ اکتبر ۱۹۵۹) یک تنیس‌باز اهل ایالات متحده آمریکا است.